# Envy (gruppo musicale)
Gli Envy sono una delle principali hardcore/screamo band giapponesi. Hanno un buon seguito all'estero, soprattutto Stati Uniti ed Europa. Per il mercato nordamericano si sono appoggiati, prima alla Level Plane mentre ora pubblicano per la Temporary Residence Limited; per quello europeo si affidano alla Rock Action Records di proprietà della post-rock band scozzese Mogwai con la quale hanno anche avuto qualche collaborazione.

## Formazione
- Tetsuya Fukagawa - voce
- Nobukata Kawai - chitarra
- Masahiro Tobita - chitarra
- Manabu Nakagawa - basso
- Dairoku Seki - batteria

## Discografia

### Album in studio
- 1996 - Breathing and Dying in This Place
- 1998 - From Here to Eternity
- 1999 - Angel's Curse Whispered in the Edge Of Despair
- 2000 - Eyes of a Single-Eared Prophet
- 2001 - All the Footprints You've Ever Left and the Fear Expecting Ahead
- 2003 - A Dead Sinking Story
- 2005 - Compiled Fragments 1997-2003
- 2006 - Insomniac Doze
- 2007 - Abyssal
- 2010 - Recitation
- 2015 - Atheist's Cornea
- 2020 - The Fallen Crimson

### Split
- Envy-Sixpence Split
- Envy-Endeavor Split
- Envy-This Machine Kills Split
- Envy-Iscariote Split
- Envy-Yaphet Kotto-This Machine Kills Split
- Envy-Thursday Split (2008)
- Envy-Jesu Split (2008)

### EP
- Platform Comp 7"
- Eyes Of Final Proof 7"
- Burning Out Memories 10"
- Last Wish 7"